# Strongylophthalmyia caliginosa
Strongylophthalmyia caliginosa är en tvåvingeart som beskrevs av Iwasa 1992. Strongylophthalmyia caliginosa ingår i släktet Strongylophthalmyia och familjen långbensflugor. Inga underarter finns listade i Catalogue of Life.